# Прощальний поцілунок
«Прощальний поцілунок» (англ. The Last Kiss, досл. «останній поцілунок») — американська драма 2006 року, знята режисером Тоні Голдвіном. Римейк італійського фільму «Останній поцілунок» 2001 року.

## Сюжет
Дружина Майкла, красуня Дженна, чекає дитину. І все йде як по маслу в тихому і бездоганному житті чоловіка. Найкращі друзі один за одним одружуються, поступово розуміючи, що прийшов час звити гніздечко. Але ось на одному з весіль, Майкл знайомиться з чарівною красунею Кім. І впевненість Майкла в тому, що ж йому потрібно від життя зникає — коли він поруч з Кім, відчуває, що живе, але як далеко його може завести жага життя? Чи готовий він забути про те, що вже має заради того, чого взагалі може не бути? Між іншим, кожен із друзів Майкла стикається зі своїми труднощами, приймаючи рішення, що змінюють їхнє життя.

## У ролях
- Зак Брафф — Майкл
- Джасінда Барретт — Дженна
- Рейчел Білсон — Кім
- Кейсі Аффлек — Кріс
- Майкл Вестон — Іззі
- Ерік Крістіан Олсен — Кенні
- Марлі Шелтон — Адріанна
- Лоурен Лі Сміт — Ліза
- Гарольд Реміс — Професор Боулер
- Блайт Деннер — Анна
- Том Вілкінсон — Стівен

## Зйомки
Велика частина зйомок проходила в околицях міста Медісон, штат Вісконсин. Брафф брав участь в запису саундтрека. Тізер-трейлер фільму був опублікований на офіційному сайті актора в середині червня 2006 року.

## Касові збори
В США та Канаді картина зібрала $11 614 790 та $4 118 563 в світовому прокаті (близько $2 508 416 у Великій Британії), в результаті принісши творцям лише $15 848 512.

## Саундтрек
1. «Chocolate» — Snow Patrol
2. «Star Mile» — Joshua Radin
3. «Pain Killer» — Turin Brakes
4. «Warning Sign» — Coldplay
5. «Ride» — Cary Brothers
6. «El Salvador» — Athlete
7. «Hide and Seek» — Імоджен Хіп
8. «Reason Why» — Rachael Yamagata
9. «Hold You In My Arms» — Ray LaMontagne
10. «Prophecy» — Remy Zero
11. «Paper Bag» — Fiona Apple
12. «Today's the Day» — Aimee Mann
13. «Arms Of A Woman» — Amos Lee
14. «Cigarettes & Chocolate Milk (Reprise)» — Rufus Wainwright
15. «Paperweight» — Schuyler Fisk & Joshua Radin